# 長葉星薇
長葉星薇（学名：Microsorium rubidum）为水龍骨科星蕨屬下的一个种。

## 扩展阅读
- 維基物種上的相關：長葉星薇